# KkStB 7
Die Dampflokomotivreihe kkStB 7 war eine Schnellzug-Schlepptenderlokomotivreihe der k.k. österreichischen Staatsbahnen (kkStB), deren Lokomotiven ursprünglich von der Kaiserin Elisabeth Bahn (KEB) stammten.
Die von der KEB beschafften acht Stück Schnellzuglokomotiven der Bauart 1B wurden von der Lokomotivfabrik der StEG (Type 69) 1879–1880 geliefert.
Sie hatten bei der KEB die Nummern 6, 7, 13, 29, 30, 39, 46 und 207 sowie die Namen MELK", TRAISEN", PENZING", SEITENSTETTEN", HAAG", KREMSMÜNSTER", FÜNFHAUS" und GREIN.
Sie wurden von der kkStB zunächst als A III eingeordnet und bekamen später die Bezeichnung 7.01–08.
Nach dem Ersten Weltkrieg kamen die verbliebenen sechs Lokomotiven der Reihe 7 zur BBÖ, die sie bis 1929 ausmusterte.
Abschließend sei bemerkt, dass die von der Galizischen Carl Ludwig-Bahn zunächst als kkStB 7.21–26 eingereihten 1B-Schnellzuglokomotiven 1904 die Reihenbezeichnung 107 erhielten.